# Rookery Islands
Die Rookery Islands (aus dem Englischen sinngemäß übersetzt Brutkolonie-Inseln; norwegisch Innerskjera ‚Innere Schären‘) sind eine Gruppe kleiner Inseln vor der Mawson-Küste des ostantarktischen Mac-Robertson-Lands. Sie liegen im südwestlichen Teil der Holme Bay.
Norwegische Kartografen kartierten sie anhand von Luftaufnahmen der Lars-Christensen-Expedition 1936/37. Wissenschaftler der Australian National Antarctic Research Expeditions, welche die Inseln 1954 und 1955 besuchten, nahmen eine Änderung der norwegischen Benennung vor. Sie benannten sie nach der Brutkolonie von Adeliepinguinen auf der größten der Inseln.